# امبر رایلی
امبر رایلی (انگلیسی: Amber Riley؛ زاده ۱۵ فوریهٔ ۱۹۸۶) یک خواننده، و هنرپیشه اهل ایالات متحده آمریکا است. وی از سال ۲۰۰۴ میلادی تاکنون مشغول فعالیت بوده‌است.